# 예티샤르
예티샤르 (차가타이어: یته شهر; 위구르어: يەتتەشەھەر; lit. '일곱 도시'  or '헵타폴리스'), 또한 카슈가리아 또는 카슈가르 에미르국으로도 알려진 예티샤르는 신장 위구르 자치구에 존재했던 위구르족 국가로, 청나라에 대항하는 둥간 혁명 기간인 1864년부터 1877년까지 존속했다. 이슬람 군주국으로, 코칸트 칸국 출신으로 카슈가르시(후에 예티샤르의 수도가 되었다)에서 일련의 군사적, 정치적 움직임을 통해 권력을 장악한 야쿱 벡이 통치했다. 예티샤르의 이름의 유래가 된 일곱 도시는 카슈가르, 호탄, 야르칸드현, 영기사, 아크수시, 쿠차 그리고 코를라시였다.
1873년, 오스만 제국은 예티샤르를 봉신국으로, 야쿱 벡을 그 에미르로 인정했다.:152–153 1873년부터 1877년까지 카슈가르 상공에는 오스만 제국의 깃발이 게양되었다.
1877년 12월 18일, 청나라 군대가 카슈가르에 입성하여 예티샤르는 멸망했다.

## 배경
1860년대에 신장 위구르 자치구는 한 세기 동안 청나라의 통치를 받고 있었다. 이 지역은 1759년에 준가르로부터 정복되었고, 핵심 인구인 오이라트족은 이후 제노사이드의 대상이 되었다. 그러나 신장 위구르 자치구는 대부분 반건조 또는 사막 지대로, 소수의 상인을 제외하고는 잠재적인 한족 정착민들에게는 매력적이지 않았다. 결과적으로 위구르족과 같은 튀르크계 민족이 대신 이 지역에 정착했다.
위구르족은 20세기 초까지 현재의 이름으로 알려지지 않았다. 오늘날의 신장 위구르 자치구 근처에 거주하는 우즈베크인은 "안디잔인" 또는 "코칸트인"으로 총칭되었으며, 타림 분지의 위구르족은 그들의 튀르크어 때문에 "투르키"로 알려졌다. 일리 지역에는 "타란치"라고 불리는 위구르 이민자들도 있었다. 현대의 "위구르"라는 용어는 1921년 타슈켄트에서 개최된 회의에서 당시 새로 설립된 소련에 의해 투르키족에게 부여되었다. 결과적으로 둥간 혁명 시대의 문헌에는 위구르족에 대한 언급이 없다. 이 분쟁은 주로 1862년부터 1877년까지 중국의 신장 위구르 자치구, 섬서성, 닝샤 후이족 자치구, 간쑤성 성에서 무슬림(특히 후이족)에 의해 벌어진 민족 및 종교 전쟁이었다.
산시성 (섬서성)에서 수천 명의 무슬림 난민이 간쑤성으로 도망쳤다. 그들 중 일부는 산시성 (섬서성)에 있는 그들의 땅을 재정복하기 위해 간쑤성 동부에 상당한 부대를 형성했다. 후이족 반군이 간쑤성와 산시성 (섬서성)을 공격할 준비를 하는 동안, 코칸트 칸국 출신의 우즈베크족 또는 타지크인 사령관인 야쿱 벡은 1865년 러시아인에게 타슈켄트를 잃은 후 칸국에서 도망쳐 카슈가르에 정착했고, 곧 남부 신장 위구르 자치구의 타림 분지를 둘러싼 오아시스 도시들을 완전히 장악했다.

## 야쿱 벡

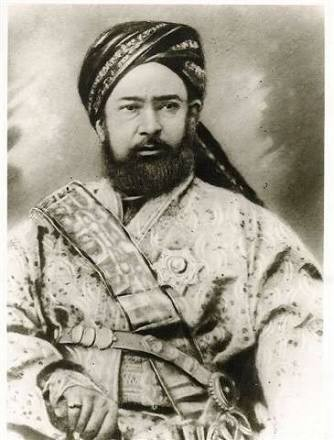
야쿱 벡

야쿱 벡은 코칸트 칸국(현재의 우즈베키스탄)의 피스켄트라는 마을에서 태어났다. 둥간 혁명 동안 그는 타림 분지를 정복하고 1864년 중국인이 이 지역에서 쫓겨났을 때 스스로 예티샤르의 통치자로 즉위했다. 짧은 통치 기간 동안 야쿱 벡은 대영 제국 및 러시아 제국과 관계를 맺고 각국과 조약을 체결했다. 그러나 그는 청나라에 대항하여 그들의 지원이 필요했을 때 두 강대국으로부터 의미 있는 도움을 받지 못했다.
야쿱 벡은 1866년 부하라 토후국의 에미르로부터 "아탈릭 가치" 또는 "충실한 자들의 영웅 아버지"라는 칭호를 받았다. 오스만 제국 술탄은 그에게 에미르 칭호를 수여했다.:118, 220
야쿱 벡의 통치는 예티샤르의 원주민들에게 인기가 없었다. 카슈가르 출신 신하 중 한 명인 전사이자 족장의 아들은 그의 통치를 다음과 같이 묘사했다. "청나라 통치기에는 모든 것이 있었지만, 지금은 아무것도 없다." 그의 통치 기간 동안 무역도 상당히 감소했다. 야쿱 벡은 무거운 세금과 가혹한 샤리아 해석으로 인해 그의 튀르크계 신하들에게 미움을 받았다.
남한의 역사가 김호동은 야쿱 벡의 재앙적이고 부정확한 명령이 현지인들을 실망시켰고, 그들은 결국 청나라 군대의 귀환을 환영했다고 주장한다.:172 청나라 장군 좌종당은 다음과 같이 썼다. "안디잔인들은 그들의 백성에게 폭압적이다. 정부군은 그들을 자비로 편안하게 해야 한다. 안디잔인들은 백성에게 갈취하는 데 탐욕스럽다. 정부군은 관대함으로 이를 바로잡아야 한다."

## 몰락

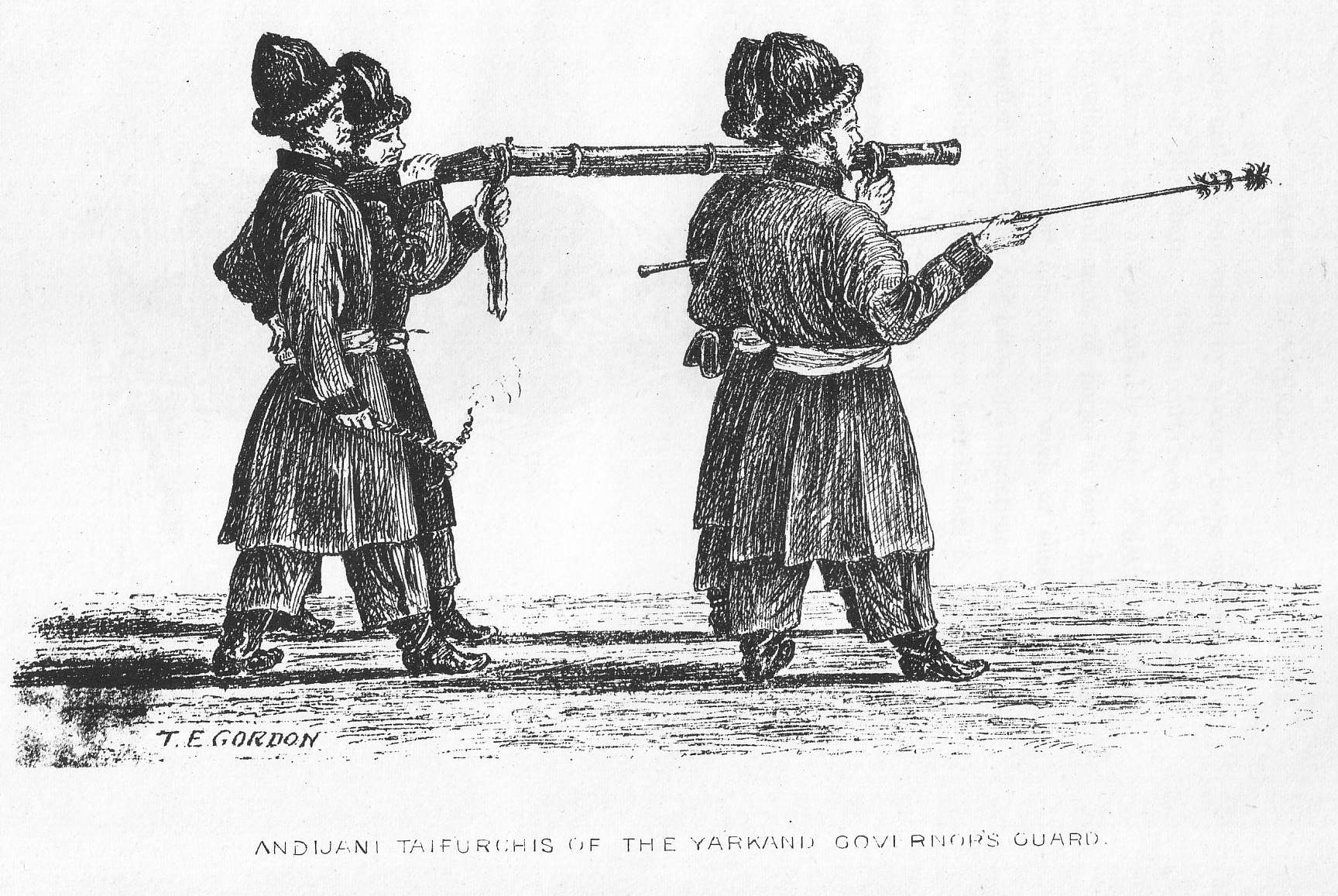
야쿱 벡에게 충성하는 안디잔 군대

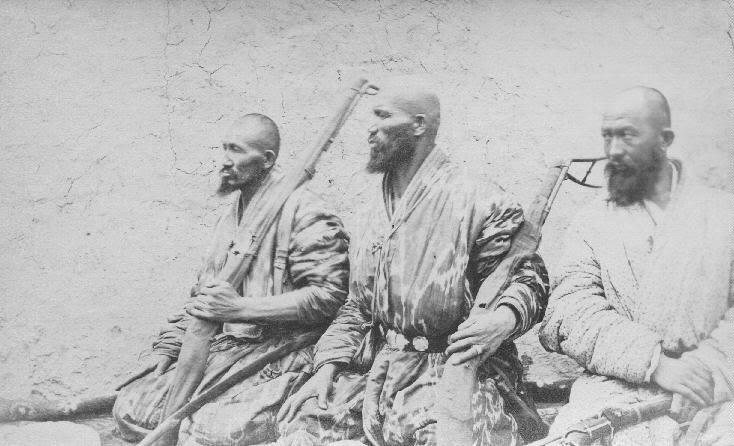
호탄에서 야쿱 벡에게 충성하는 위구르 군대

1870년대 후반, 청나라는 신장 위구르 자치구를 재정복하기로 결정하고, 이전에 상군 (청나라)의 장군이었던 좌종당을 총사령관으로 임명했다. 그의 부하로는 한족 장군 류진탕과 만주족 지도자 진순이 있었다.:240 좌종당 장군이 야쿱 벡 휘하의 무슬림들을 진압하기 위해 신장 위구르 자치구로 진군했을 때, 그는 둥간족 후피야 수피 장군 마안량과 그의 부대와 합류했는데, 이들은 전적으로 둥간 무슬림으로 구성되어 있었다. 또한 동푸샹 장군은 한족과 둥간족으로 구성된 군대를 보유하고 있었고, 그의 군대는 재정복 기간 동안 카슈가르와 호탄 지역을 점령했다. 청나라로 다시 망명한 산시성 (섬서성) 게디무 둥간족 장군 최위와 화더차이도 좌종당 장군의 야쿱 벡군 공격에 합류했다.
좌종당 장군은 무슬림 반군에 대해 화해 정책을 시행하여, 반란에 참여하지 않았거나 종교적인 이유로만 야쿱 벡군에 합류한 자들에게는 사면을 제공하고 항복을 받아들였다. 반군들은 변절하여 청나라에 협력하고 과거 동료들을 공격한 대가로 보상을 받았다. 좌종당 장군은 장요 장군에게 안디잔인들(즉, 야쿱 벡군)이 현지 주민들을 학대했으니, 그들의 환심을 얻기 위해 현지인들을 "자비롭게" 대해야 한다고 알렸다.:241] 좌종당은 주요 목표가 "강경파"와 그들의 지도자인 야쿱 벡과 백언호뿐이라고 썼다.:241 한 러시아인은 류 장군 휘하의 병사들이 "포로들을 매우 신중하게 대했다... 그들을 대하는 방식은 중국에 유리한 좋은 영향을 미치도록 계산되었다"고 썼다.:241 좌 장군과 달리 만주족 사령관 더룽가는 모든 무슬림을 적으로 간주하고 무차별 학살을 추구했다.
류 장군의 군대는 현대 독일제 포병을 보유하고 있었으나 진순의 군대는 그러한 무기가 없었다. 결과적으로 진순의 진격은 류 장군만큼 빠르지 못했다. 류 장군이 쿠무티를 폭격한 후 반군 사상자는 6,000명에 달했고, 백언호는 도망칠 수밖에 없었다. 이후 청군은 저항 없이 우루무치에 입성했다. 좌종당은 야쿱 벡의 병사들이 현대 서양 무기를 가지고 있었지만 비겁했다고 썼다. "안디잔 추장 야쿱 벡은 상당히 좋은 총기를 가지고 있다. 그는 폭발탄을 사용하는 대포[개화포]를 포함하여 외국산 소총과 외국산 총을 가지고 있지만, 우리 정부군이 소유한 것만큼 좋거나 효과적이지는 않다. 그의 병사들은 명사수가 아니며, 격퇴되면 그냥 도망쳤다.":241
1877년 12월, 카슈가르 전역이 재정복되었다. 무함마드 아유브와 그의 둥간 분견대는 러시아 영토로 피난했다. 1881년 상트페테르부르크 조약에 따라 러시아가 중국에 반환한 일리 지역을 제외하고 신장 위구르 자치구 전역에 청나라의 통치가 복원되었다.

## 야쿱 벡의 죽음
야쿱 벡의 사망 방식은 불분명하다. 런던의 타임스와 러시아 투르케스탄 가제트는 그가 짧은 병으로 사망했다고 보도했다.:167–169 동시대 역사가 무사 사이라미(1836년–1917년)는 1877년 5월 30일 코를라시에서 야르칸드현의 전 하킴(지역 도시 통치자)인 니야즈 하킴 벡이 중가리아의 청나라 군대와 공모한 후 독살되었다고 주장한다.:167–169 그러나 니야즈 벡 자신은 청나라 당국에 보낸 편지에서 야쿱 벡의 죽음에 대한 자신의 연루를 부인하고, 예티샤르 통치자가 자살했다고 주장했다.:167–169 일부에서는 그가 중국군과의 전투에서 사망했다고 말한다. 대한민국의 역사가 김호동에 따르면, 대부분의 학자들은 자연사(뇌졸중)가 가장 그럴듯한 설명이라는 데 동의한다.:167–169

## 내용주
1. ↑  예티샤흐르(위구르어에서 유래)로도 표기된다.[1] 또는 야타 샤하르(차가타이어에서 유래).[2]